# Anthoplexaura dimorpha
Anthoplexaura dimorpha är en korallart som beskrevs av Kükenthal 1908. Anthoplexaura dimorpha ingår i släktet Anthoplexaura och familjen Plexauridae. Inga underarter finns listade i Catalogue of Life.